# Anna Katarzyna Hohenzollern
Anna Katarzyna (duń. Anna Cathrine af Brandenburg, niem. Anna Katharina von Brandenburg) (ur. 26 czerwca 1575 w Wolmirstedt, zm. 29 marca 1612 w Kopenhadze) – margrabianka brandenburska, królowa Danii i Norwegii.

## Życiorys
Była drugim dzieckiem (najstarszą córką) margrabiego-elektora Brandenburgii Joachima Fryderyka Hohenzollerna (1546-1608) i jego pierwszej żony Katarzyny z Brandenburgii-Kostrzyna (1541-1602). 27 listopada 1597 w zamku w Haderslev poślubiła króla Danii Chrystiana IV, którego poznała osobiście podczas jego podróży po północnych Niemczech w 1595. W sierpniu 1597 Chrystian IV wysłał do Brandenburgii swoich reprezentantów, którzy w jego imieniu podpisali kontrakt przedślubny. 
Anna Katarzyna została koronowana w katedrze kopenhaskiej 11 czerwca 1598. Małżeństwo to zostało zaplanowane przez matkę Chrystiana IV, królową Zofię, gdy ten był jeszcze dzieckiem. Małżonkowie nie żywili względem siebie głębszych uczuć, ale ich związek funkcjonował poprawnie. O królowej wiadomo niewiele, poza tym, że nauczyła się duńskiego, a jej pasją była jazda konna. Nie miała wielkiego wpływu na życie polityczne, ale towarzyszyła królowi w jego podróżach. Była znana ze swojej skromności i religijności. 
Królowa zmarła prawdopodobnie na malarię i została pochowana w katedrze w Roskilde.

## Potomstwo
Potomstwo Anny Katarzyny i Chrystiana IV:
- Fryderyk (1599-1599)
- Chrystian (1603-1647)
- Zofia (1605-1605)
- Elżbieta (1607-1608)
- Fryderyk III (1609-1670)
- Ulryk (1611-1633).